# Iryna Chliustava
Iryna Chliustava, född den 7 juli 1978 i Luninets, Vitryska SSR, Sovjetunionen, är en vitrysk friidrottare som tävlar på 400 meter.
Chliustavas enda individuella mästerskapsmerit är från Universiaden 2005 då hon slutade sexa på 400 meter. Hon har däremot två gånger blivit medaljör som en del av det vitryska stafettlaget över 4 x 400 meter. Vid EM inomhus 2007 blev det en guldmedalj och vid VM inomhus blev det en silvermedalj. 
Hon ingick även i det vitryska lag som deltog vid Olympiska sommarspelen 2008 och som då slutade på en fjärde plats på 4 x 400 meter.